# Burg Eversberg
Die Ruinen der Burg Eversberg befinden sich im Naturpark Arnsberger Wald auf dem 453 m ü. NHN hohen Schlossberg, der sich über dem Ruhrtal am südlichen Rand von Eversberg erhebt, einem Stadtteil von Meschede im nordrhein-westfälischen Hochsauerlandkreis.

## Geschichte
Angeblich ließ ein ansonsten nicht greifbarer Graf Eberhard von Arnsberg  die Höhenburg in der Zeit zwischen 1093 und 1124 errichten. Durch ein Feuer wurde sie im Jahre 1235 zerstört und unter Graf Gottfried III. von Arnsberg schließlich wieder neu errichtet, um sein Territorium gegen Kurköln zu sichern. Hier gründete er 1242 die Stadt Eversberg und verlieh ihr das Lippische Stadtrecht.

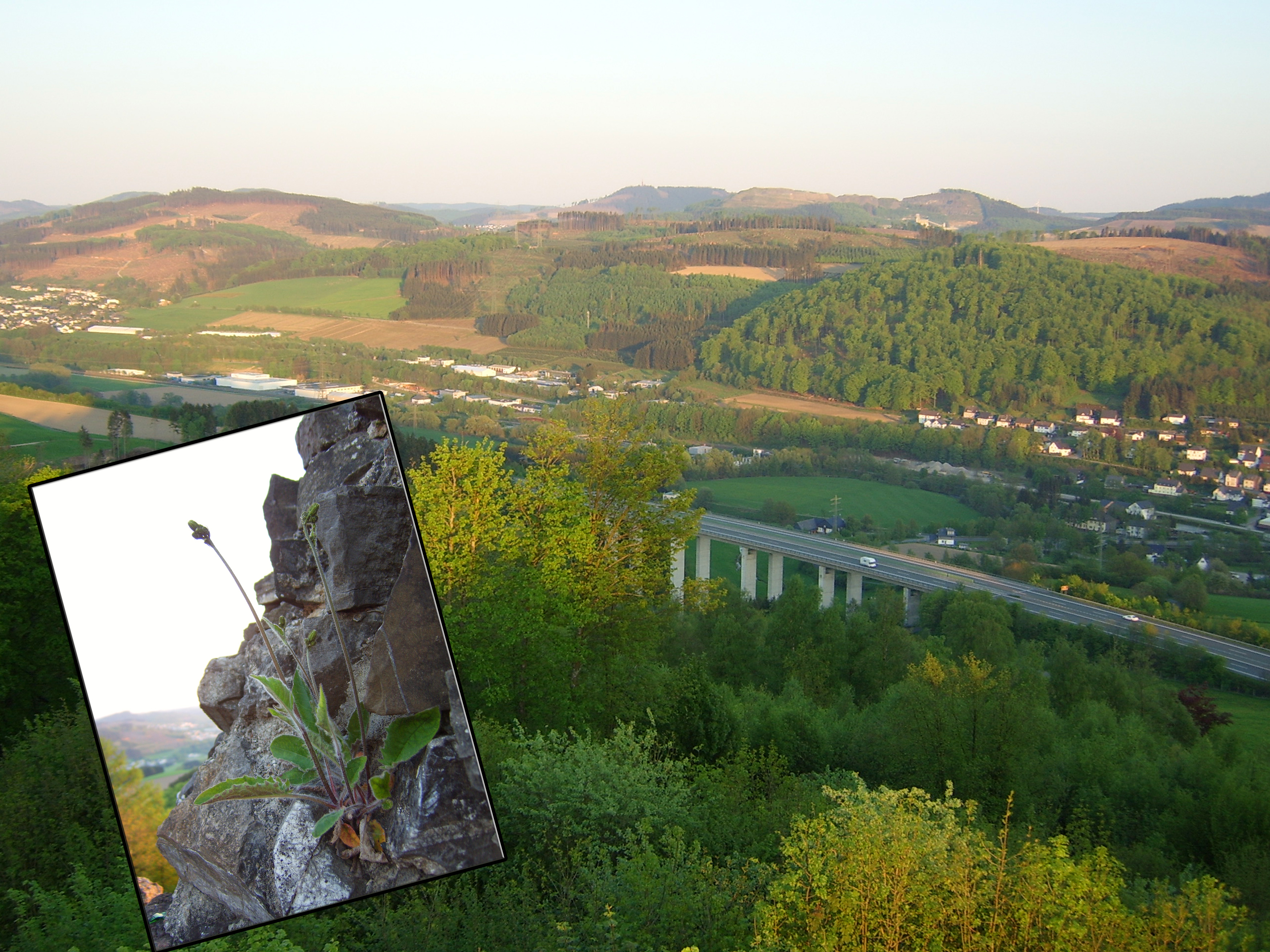
Blick von der Ruine. Links: Vegetation auf der Aussichtsplattform

Seit dem 16. Jahrhundert verfiel die Anlage, von der heute noch der Stumpf des Bergfrieds mit einer in neuerer Zeit eingebauten hölzernen Aussichtsplattform und geringe Mauerreste erhalten sind.
Von der auf etwa 7,5 m Höhe liegenden Plattform bietet sich ein sehr guter Rundumblick auf Eversberg im Norden, das Ruhrtal im Süden und die umliegenden Berge des Sauerlands.